# Märkisch Linden
Märkisch Linden é um município da Alemanha, situado no distrito de Ostprignitz-Ruppin, no estado de Brandemburgo. Tem 43,92 km² de área, e sua população em 2019 foi estimada em 1.230 habitantes.